# Laguna de la Cocha
La laguna de La Cocha, también llamada lago Guamuez, es un gran embalse natural de origen glaciar, ubicado en la localización colombiana de El Encano, corregimiento del municipio de Pasto, en el departamento de Nariño (Colombia). Es el segundo cuerpo de agua natural más grande de la nación, después del lago de Tota.
En el año 2000, mediante el decreto 698 del 18 de abril, Colombia inscribió la laguna de La Cocha o lago Guamuez como humedal de importancia nacional e internacional dentro del Convenio de Ramsar, siendo el primero con esta calificación en la región andina colombiana.

## Localización y geografía

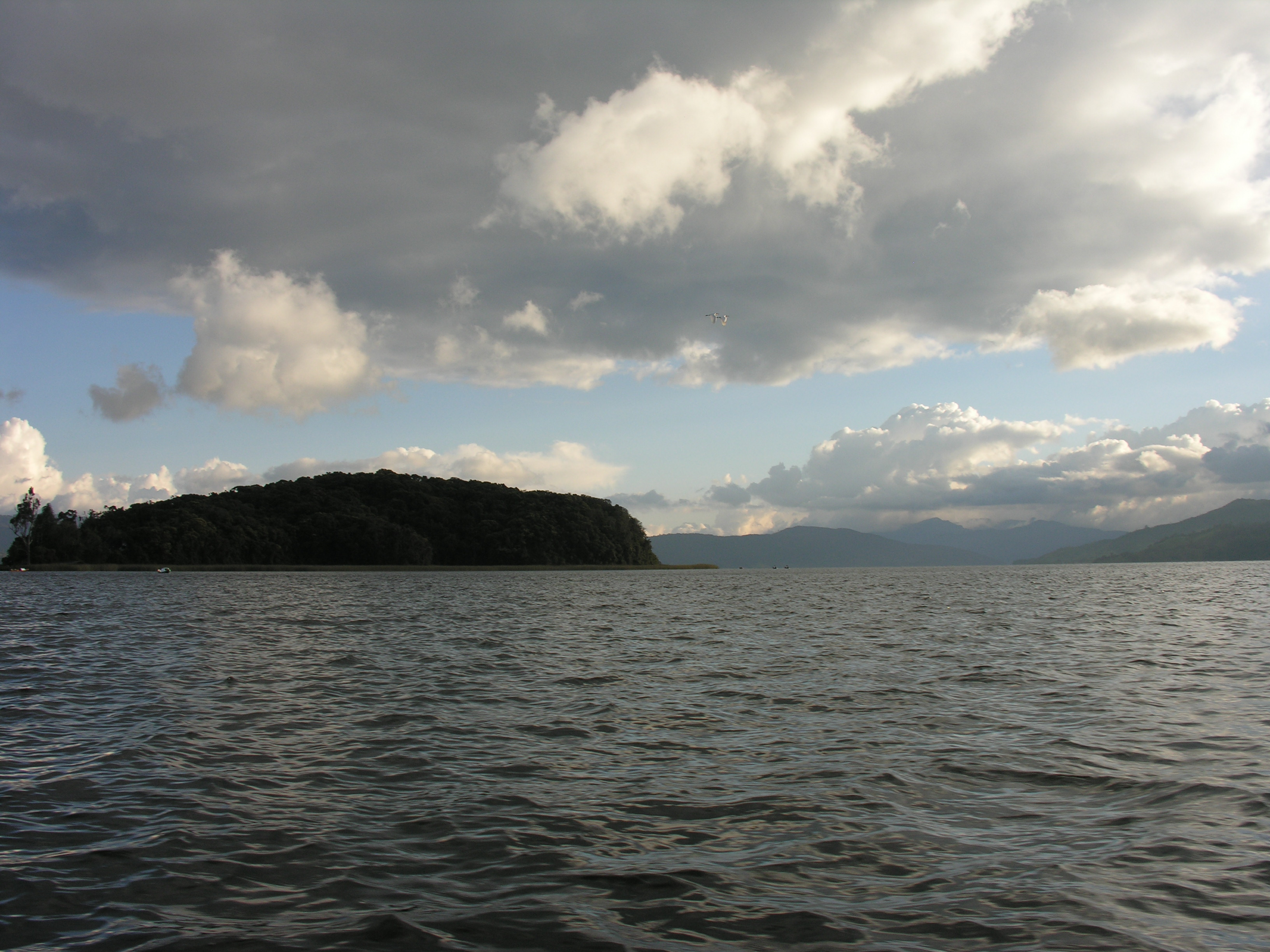
Isla de La Corota

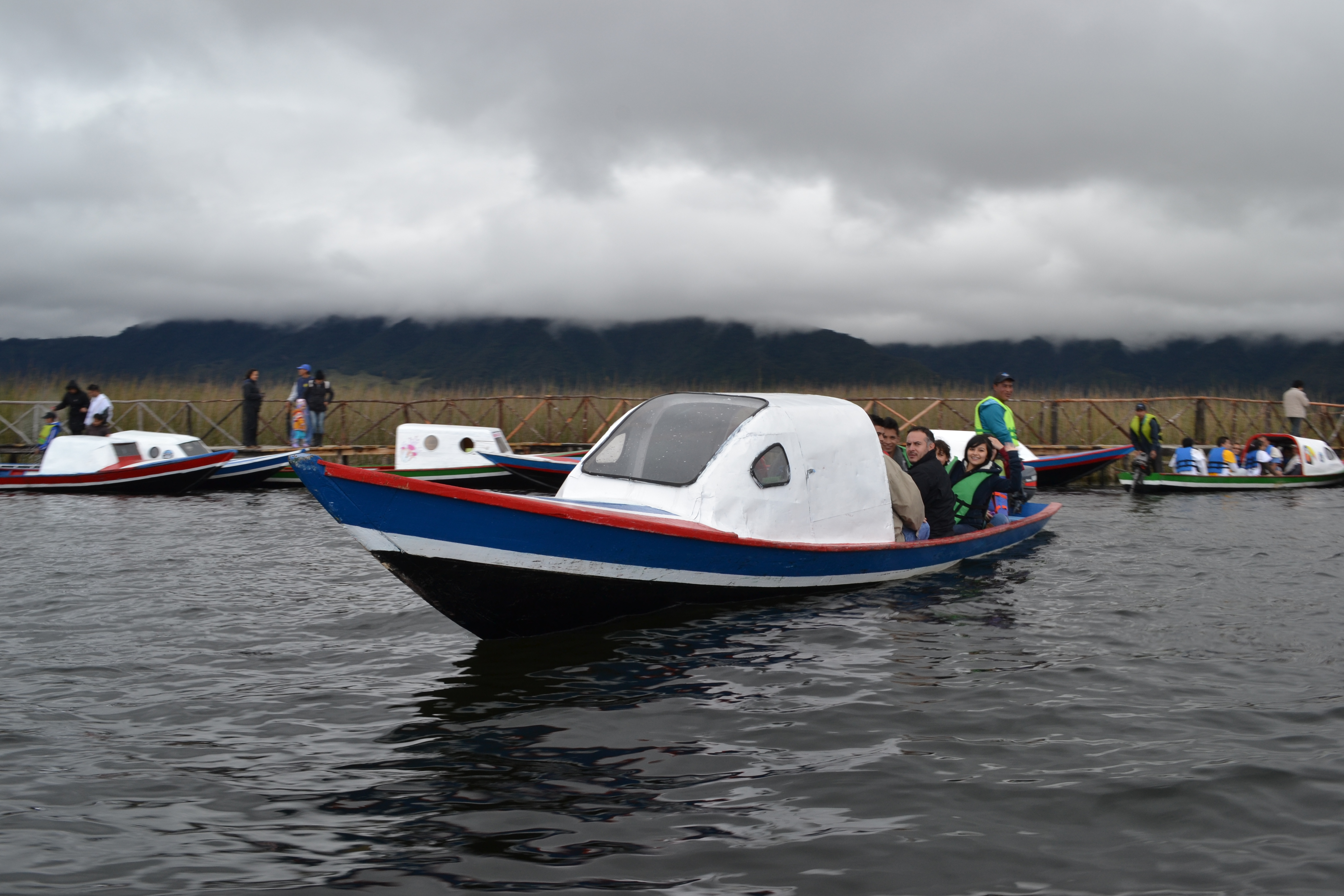
Embarcaciones andinas en La Cocha, utilizadas para acceder a la isla de La Corota.

Se sitúa a aproximadamente 20 km  del casco urbano de Pasto, a 2680 metros sobre el nivel del mar, rodeada de montañas, se encuentra en la vertiente oriental del nudo de los Pastos. Cuenta con un área de más de 40 kilómetros cuadrados y una longitud de 25 kilómetros; una profundidad máxima de 74 metros, de aguas trasparentes y de bellos contornos.
La laguna se alimenta por varias corrientes de agua, siendo la principal el río Encano, y desagua por el río Guamuez al río Putumayo.
Posee una porción de territorio insular llamada La Corota y alberga un santuario de fauna y flora bajo la supervisión del sistema de parques nacionales. En ella se encuentra el hábitat de diversas aves y plantas, muchas de ellas endémicas. Además, alrededor del lago existe cerca de una veintena de reservas naturales de carácter privado, al cuidado de los habitantes de la región.

### Clima
| Parámetros climáticos promedio de El Encano, Pasto.      | Parámetros climáticos promedio de El Encano, Pasto. | Parámetros climáticos promedio de El Encano, Pasto. | Parámetros climáticos promedio de El Encano, Pasto. | Parámetros climáticos promedio de El Encano, Pasto. | Parámetros climáticos promedio de El Encano, Pasto. | Parámetros climáticos promedio de El Encano, Pasto. | Parámetros climáticos promedio de El Encano, Pasto. | Parámetros climáticos promedio de El Encano, Pasto. | Parámetros climáticos promedio de El Encano, Pasto. | Parámetros climáticos promedio de El Encano, Pasto. | Parámetros climáticos promedio de El Encano, Pasto. | Parámetros climáticos promedio de El Encano, Pasto. | Parámetros climáticos promedio de El Encano, Pasto. |
| Mes                                                      | Ene.                                                | Feb.                                                | Mar.                                                | Abr.                                                | May.                                                | Jun.                                                | Jul.                                                | Ago.                                                | Sep.                                                | Oct.                                                | Nov.                                                | Dic.                                                | Anual                                               |
| -------------------------------------------------------- | --------------------------------------------------- | --------------------------------------------------- | --------------------------------------------------- | --------------------------------------------------- | --------------------------------------------------- | --------------------------------------------------- | --------------------------------------------------- | --------------------------------------------------- | --------------------------------------------------- | --------------------------------------------------- | --------------------------------------------------- | --------------------------------------------------- | --------------------------------------------------- |
| Temp. máx. abs. (°C)                                     | 20.8                                                | 21.2                                                | 24.0                                                | 21.0                                                | 20.4                                                | 20.5                                                | 22.0                                                | 19.4                                                | 19.4                                                | 22.0                                                | 20.6                                                | 21.0                                                | 24.0                                                |
| Temp. máx. media (°C)                                    | 16.2                                                | 16.4                                                | 16.2                                                | 16.1                                                | 15.6                                                | 14.9                                                | 14.0                                                | 14.1                                                | 15.1                                                | 16.2                                                | 16.6                                                | 16.7                                                | 15.7                                                |
| Temp. media (°C)                                         | 12.1                                                | 12.0                                                | 12.1                                                | 12.0                                                | 11.8                                                | 11.5                                                | 10.5                                                | 10.6                                                | 11.1                                                | 11.7                                                | 12.2                                                | 12.1                                                | 11.6                                                |
| Temp. mín. media (°C)                                    | 8.5                                                 | 8.4                                                 | 8.5                                                 | 8.8                                                 | 8.7                                                 | 8.5                                                 | 7.7                                                 | 7.5                                                 | 7.3                                                 | 7.9                                                 | 8.5                                                 | 8.0                                                 | 8.2                                                 |
| Temp. mín. abs. (°C)                                     | 2.0                                                 | 1.3                                                 | 0.3                                                 | 3.0                                                 | 1.8                                                 | 3.0                                                 | 0.8                                                 | 1.8                                                 | 1.2                                                 | 1.9                                                 | 1.5                                                 | -2.5                                                | -2.5                                                |
| Lluvias (mm)                                             | 96                                                  | 96                                                  | 95                                                  | 145                                                 | 168                                                 | 137                                                 | 139                                                 | 116                                                 | 82                                                  | 90                                                  | 109                                                 | 93                                                  | 1366                                                |
| Días de lluvias (≥ )                                     | 21                                                  | 18                                                  | 22                                                  | 24                                                  | 26                                                  | 25                                                  | 24                                                  | 24                                                  | 22                                                  | 22                                                  | 20                                                  | 20                                                  | 268                                                 |
| Horas de sol                                             | 93                                                  | 74                                                  | 68                                                  | 54                                                  | 63                                                  | 66                                                  | 65                                                  | 68                                                  | 70                                                  | 81                                                  | 93                                                  | 105                                                 | 900                                                 |
| Humedad relativa (%)                                     | 86                                                  | 86                                                  | 85                                                  | 86                                                  | 87                                                  | 88                                                  | 88                                                  | 87                                                  | 87                                                  | 86                                                  | 85                                                  | 87                                                  | 86.5                                                |
| Fuente: Parámetros climáticos IDEAM 12 de agosto de 2018 |                                                     |                                                     |                                                     |                                                     |                                                     |                                                     |                                                     |                                                     |                                                     |                                                     |                                                     |                                                     |                                                     |

## Actividad humana
En sus ribas se asientan poblaciones de pescadores y agricultores, descendientes de antiguas culturas indígenas como los quillasingas, y es un lugar de referencia para otras de la zona como los camsá, los cofán y los inga que aún la consideran un lugar sagrado. De las comunidades asentadas en sus orillas la principal es la vereda de El Puerto, característica por sus viviendas lacustres que atrae a los turistas y pescadores deportivos por la belleza del paisaje y la pesca de la trucha arcoíris introducida a mediados del siglo xx y que actualmente es el sustento de numerosas familias.

## Galería de imágenes

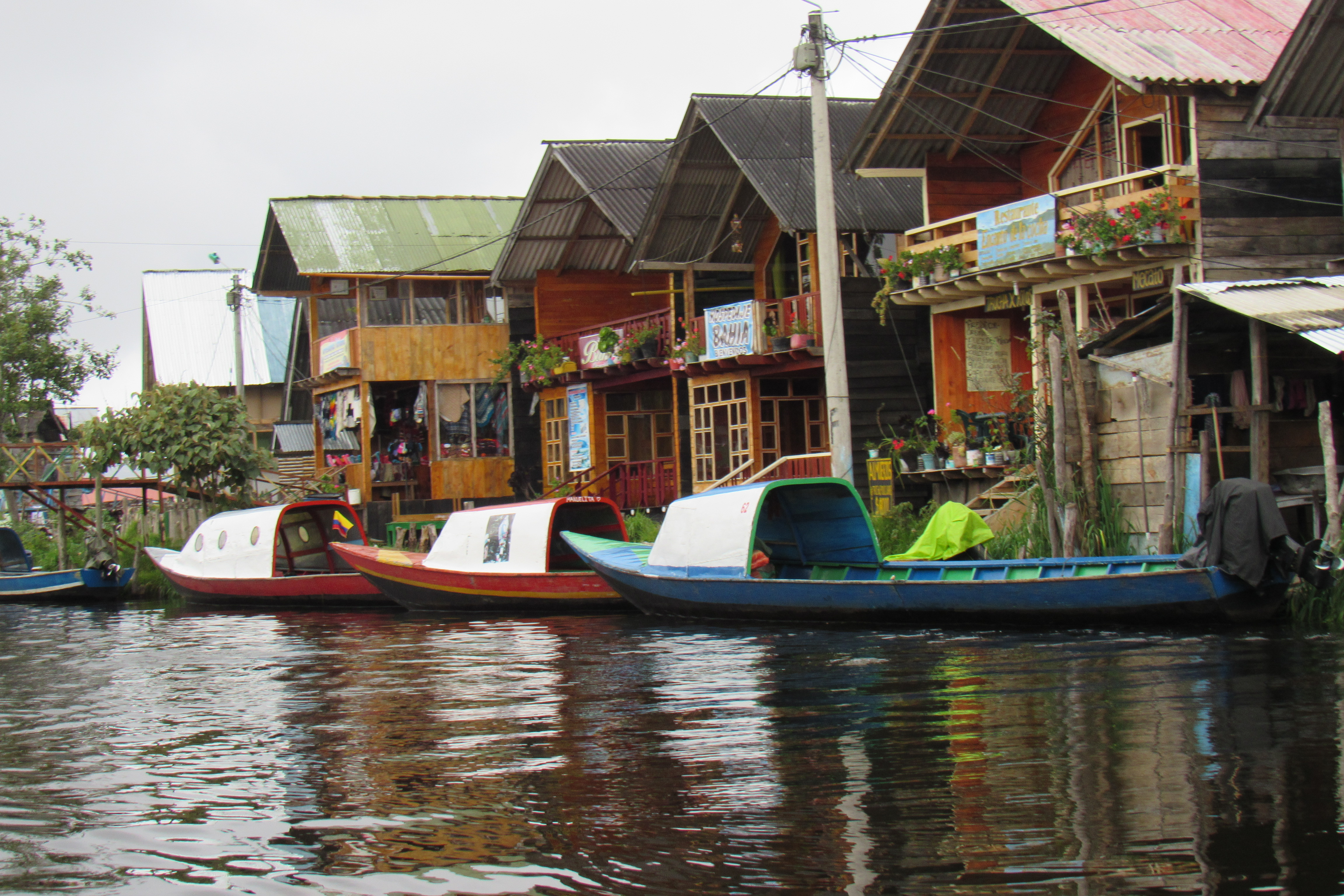
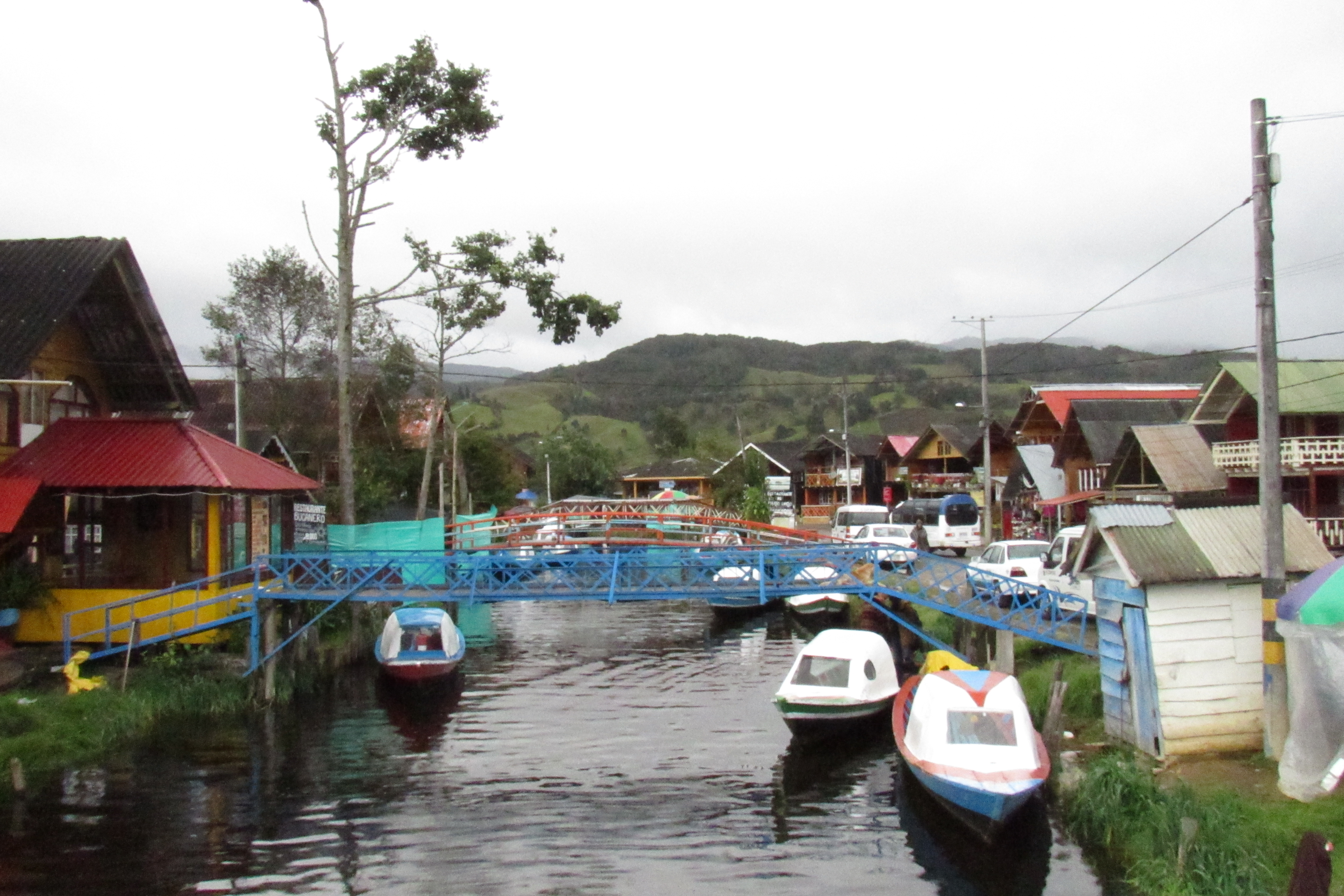
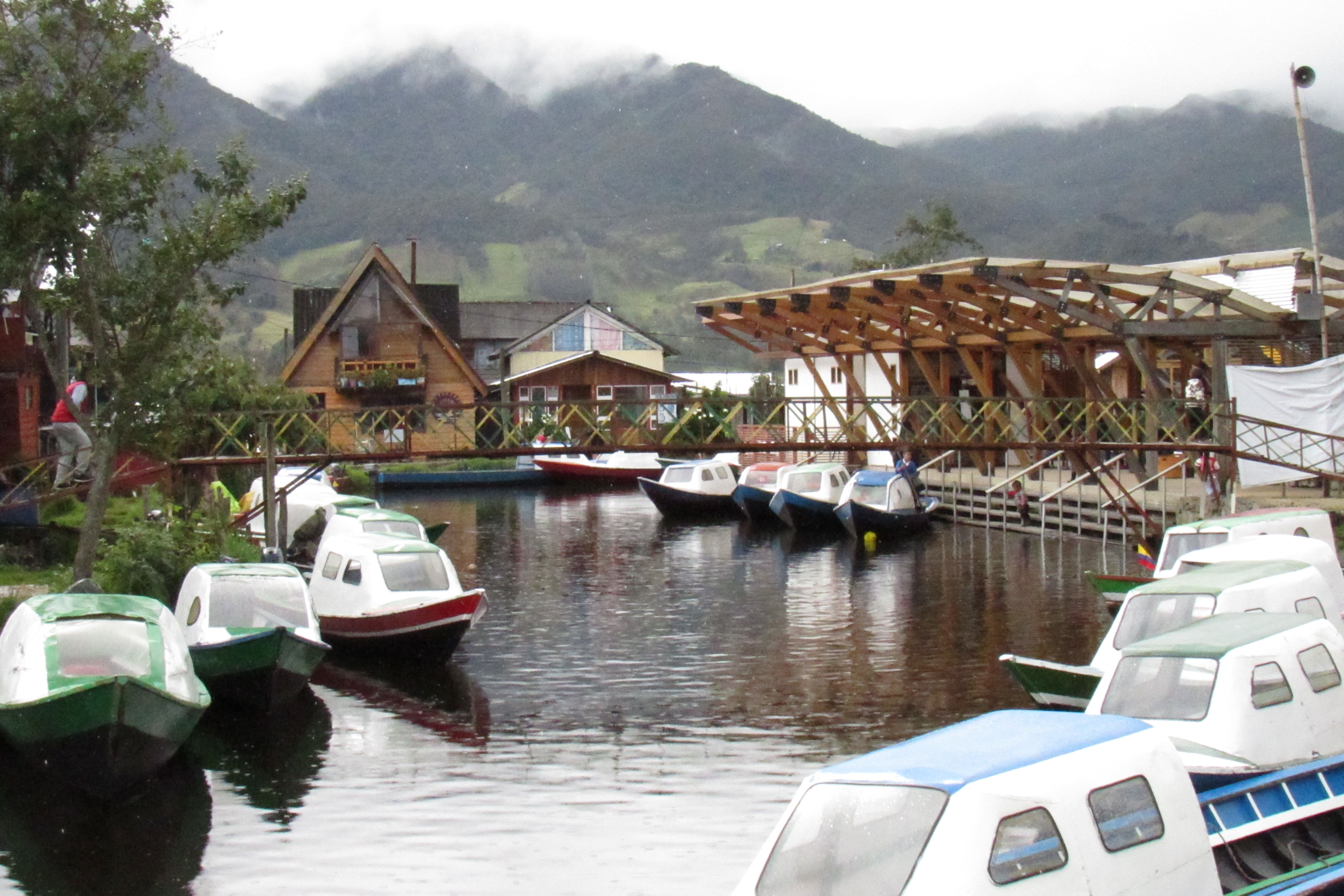
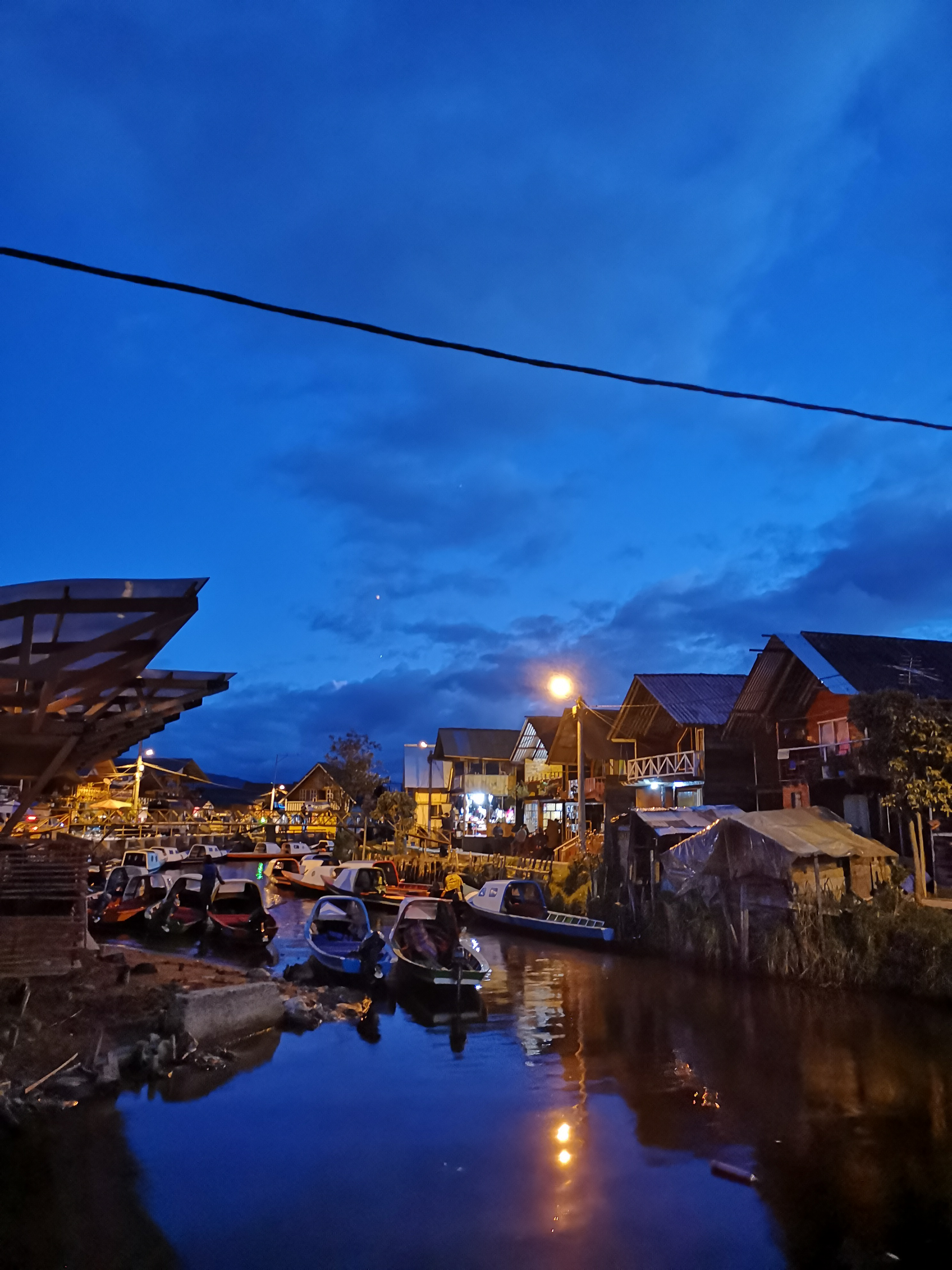
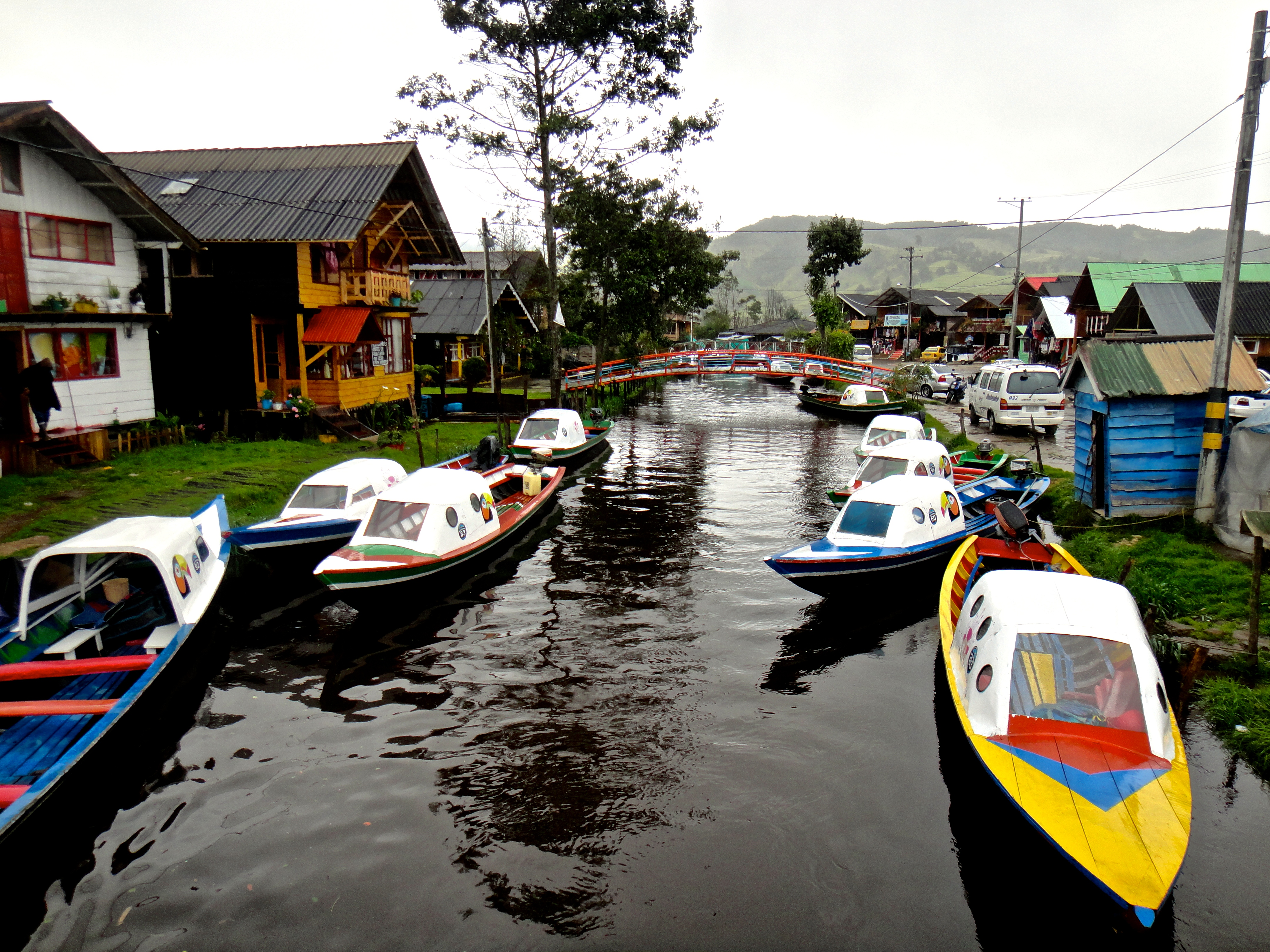